# Thomaskirche (Espelkamp)
Die Thomaskirche Espelkamp ist ein Kirchengebäude in der Isenstedter Straße in der ostwestfälischen Stadt Espelkamp im Kreis Minden-Lübbecke in Nordrhein-Westfalen und gehört zur evangelisch-lutherischen Martins-Kirchengemeinde Espelkamp. Benannt ist die Kirche nach dem Apostel Thomas.

## Geschichte
Die nach dem Zweiten Weltkrieg entstehende Stadt Espelkamp wurde eine neue Heimat für Vertriebene. 1949 wurde die Ev. Martins-Kirchengemeinde in Espelkamp gegründet, die als Versammlungsort zunächst auf eine Munahalle, die Festhalle, zurückgreifen konnte.
Planungen für ein Kirchengebäude durch den Hamburger Architekten Gerhard Langmaack begannen Mitte der 1950er Jahre.
Als Standort wurde der höchste Punkt der Stadt gewählt, dort, wo sich die Isenstedter Straße die Breslauer Straße kreuzen, was die Verbundenheit zwischen Gemeinwesen und Kirche dokumentieren sollte. Eine Blickachse Rathaus – Kirche sollte entstehen.
Die Grundsteinlegung erfolgte am 13. November 1960, Einweihung war am 30. Juni 1963.
Am 8. März 2018 kam es zu einem Feuer im Glockenturm der Thomaskirche, bei dem beträchtlicher Schaden entstand. Es folgten umfangreiche Sanierungsmaßnahmen; unter anderem mussten zwei der Glocken ausgetauscht werden. Anfang 2021 konnten sämtliche Baumaßnahmen, einschließlich der Fertigstellung des direkt an der Kirche angeschlossenen, neuen Gemeindehauses beendet werden.

## Architektur
Die Hallenkirche aus Beton hat eine Länge 20,30 m und eine Breite 15 m (Eingangshalle) bis 20,70 m (am Altarraum). Der Turm ist 34,35 m hoch.
Beim Gang um die Kirche erschließt sich die Gestalt der Kirche, die sich aus dem dreigliedrigen Grundriss ergibt: Turmhalle, Gemeinderaum, Altarraum. Ein Dach überdeckt den Kirchraum samt Eingangshalle und Orgelraum. Aus der Breite der Turmhalle ergibt sich die Breite des Turmes, der nicht in eine Spitze, sondern in eine Schneide ausläuft. Durch die schmale Turmhalle in Nord-Süd-Richtung wirkt der Turm an den Seiten schlank und zierlich, von vorn in ganzer Breite elegant geschwungen. „Die Wände des Kirchenschiffs verlaufen nicht parallel zueinander, sondern sind zum Altarraum kelchförmig ausgeschwungen. Anders als in den Kirchen früherer Zeiten ist der Altarraum der Thomaskirche dem Kirchenschiff nicht angegliedert und damit vom Gemeinderaum optisch getrennt, vielmehr feiert hier eine Gemeinde aus Geistlichen und Laien zusammen ihren Gottesdienst. Auch die Turmhalle wurde in den Gemeinderaum einbezogen und bietet die Möglichkeit, bei Bedarf die Anzahl der Sitzplätze zu erweitern.“
Die Zahl der Sitzplätze beträgt 360 im Kirchenschiff, 50 im Chorraum, 100 auf der Empore, 100 können zusätzlich gestellt werden.

## Innenausstattung

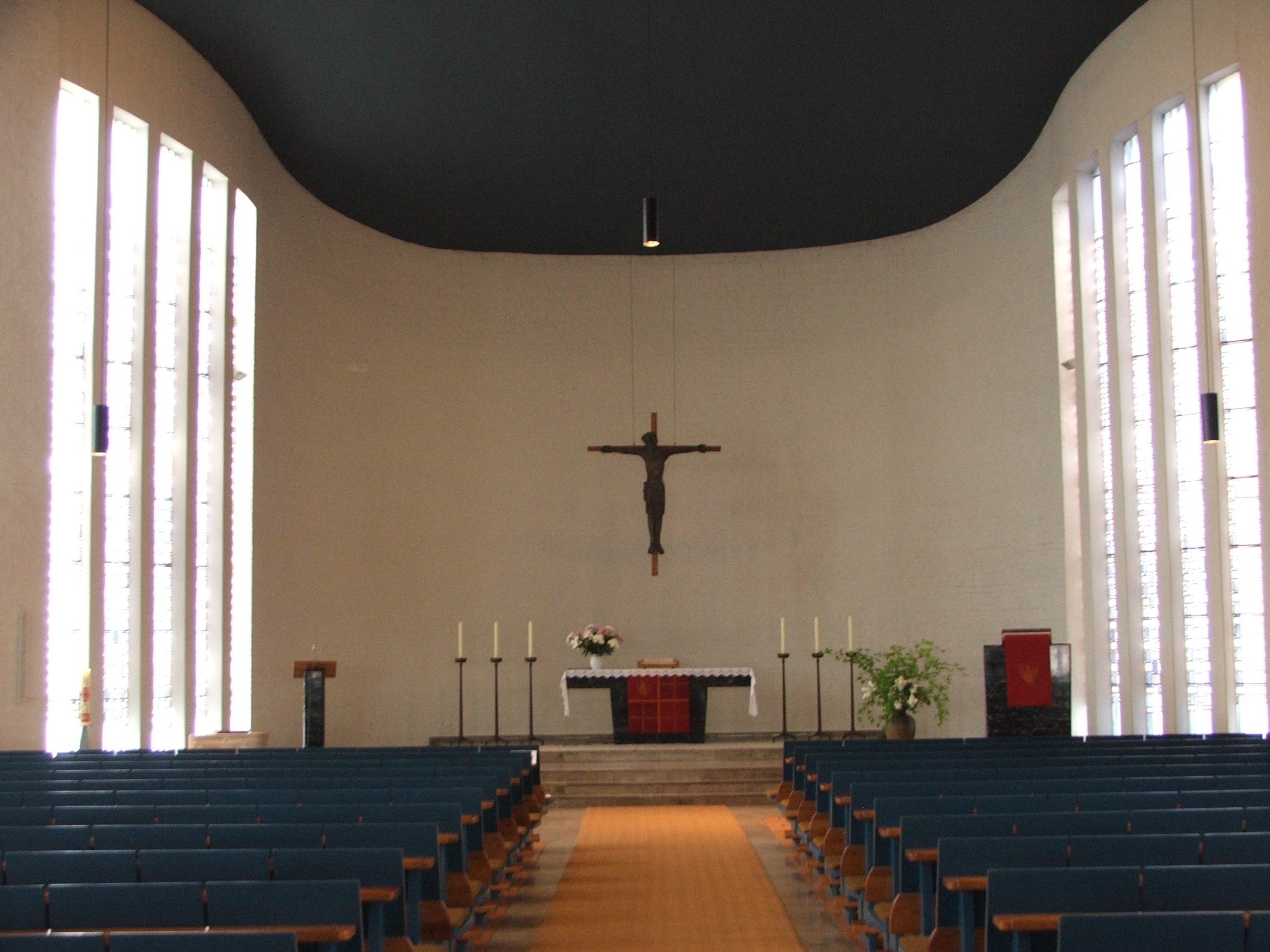
Altarraum

An der Innenausstattung waren folgende Künstler beteiligt:
- Karl-Heinz Neumann, Hamburg – Bronzetür
- Emil Grassert Lübeck – „Vertreibungsfenster“
- Fritz Fleer, Hamburg-Wohldorf – Kruzifix
- Rudolf Weber, Espelkamp – Taufstein
- Hartwig Ulrich, Aumühle/Hamburg – Altargerät, Leuchter, Taufschale
- Rudolf Vombek, Hagen – Fenster im Altarraum
- Arnold Rinkert (Entwurf), Bruno Buschmann (Ausführung) Taufstein der Martinskirche

### Fenster
Die Altarfenster von Rudolf Vombek mit seinen waagerechten graubraunen und senkrecht verlaufenden blauen Streifen in zurückhaltender Farbgebung wurden 20 Jahre nach Einweihung der Kirche eingesetzt.

### Taufstein
Der Taufstein, der nach dem Verkauf der evangelischen Martinskirche hierher geholt wurde, ist in der Eingangshalle aufgestellt. Auf ihm sind die Evangelisten mit ihren Symbolen dargestellt.
Er weist in seiner Dreieckform auf den Bund des dreieinigen Gottes mit den Menschen hin. Die drei großen Seitenflächen stellen die Taufe Jesu, seinen Tod am Kreuz und den Auferstandenen dar. Die schwere Taufschale ist in den Stein eingelassen. Die Inschrift ist aus dem Römerbrief: „Wir sind samt Christus durch die Taufe begraben in den Tod, auf daß, gleichwie Christus ist von den Toten auferweckt durch die Herrlichkeit des Vater, also sollen auch wir in einem neuen Leben wandeln.“

### Portal
Die Bronzetür zeigt auf sechs Bildplatten alttestamentliche Szenen von links oben in der Leserichtung: der Sündenfall; der Brudermord des Kain an Abel; die Berufung des Mose aus dem brennenden Dornbusch; der Tanz um das goldene Kalb; die Gabe der Zehn Gebote.

## Orgeln
Die dreimanualige Orgel der Kirche wurde von der Firma Gustav Steinmann Orgelbau aus Vlotho gebaut und 1964 aufgebaut. Sie hat 30 Register und 2200 Pfeifen.
In der Kirche ist eine weitere Orgel (Truhenorgel) aufgestellt, die 1998 von der Firma Braun aus Porta Westfalica gebaut wurde. Die Orgel hat 3 1⁄2 Register und besitzt ausschließlich Pfeifen aus Holz.

## Turmhalle
Das „Vertreibungsfenster“ (rechts) in der Turmhalle der Thomaskirche soll die Erinnerung daran wachhalten, dass Espelkamp eine Stadt der Vertriebenen und Flüchtlinge ist.
In dem dunkelgrau gehaltenen Dreieck an der rechten Seite des Fensters sieht man den Vertreter der Macht, der die verlassene Heimat, das eroberte Land und die neue Grenze gleichgültig bewacht. Die Grenze ist scharf und schneidend gezogen. In dem helleren Land bewegt sich die Flüchtlingsgruppe schleppend langsam. Frauengestalten sind zu erkennen. Hinter ihnen als Rückendeckung die kleinere Gruppe der Männer und vor ihnen die sich anklammernden Kinder. Die Gruppe wandert dem Altar zu, über dem das Kreuz Jesu hängt.

## Glocken
Die fünf Glocken tragen als Inschrift die Osterbotschaft (nach Martin Luthers Osterlied):
„Jesus Christus, unser Heiland, der den Tod überwand, ist auferstanden; die Sünd hat er gefangen. Kyrieleison.“